# Erreway
Erreway war eine Popband aus Argentinien. Die Band trennte sich 2004, fand sich jedoch für einige Konzerte in Spanien im Dezember 2006 neu zusammen, nachdem Rebelde Way in Spanien ein Hit geworden war. Ihre Mitglieder waren Felipe Colombo, Luisana Lopilato, Benjamín Rojas und Camila Bordonaba. Erreway verkaufte über eine Million Alben weltweit. Die Band wurde bis zum Labelwechsel von Sony BMG zu Warner Music von der Cris Morena Group unterstützt. Die erfolgreichsten Alben der Band sind Tiempo, Señales und El Disco de Rebelde Way, die jeweils mehrere Wochen in den spanischen Charts vertreten waren. Letzteres Album stand sogar 28 Wochen auf Platz 1.

## Geschichte

### Vorgeschichte 1996–2001: Chiquititas
Chiquititas bekannte Fernsehserie für Kinder und junge Erwachsene, die von Produzentin Cris Morena in Argentinien produziert wurde und in Ländern, wie Brasilien und Mexiko ausgestrahlt wurde. Camila Bordonaba, die Pato in der Serie spielte, war die erste von den vier Mitgliedern, die in der Serie mitspielte. 1999 wurde ihre Rolle jedoch gestrichen. Sie kehrte später als Camila Bustillo in der Serie zurück.
Felipe Colombo spielte in der mexikanischen Version der Serie mit, ehe er 1999 in die Originalserie in Argentinien übernommen wurde.
Benjamín Rojas und Luisana Lopilato wurden 1999 und 2001 gecastet. Im Film Chiquitatas - Rincon da Luz, einem Spin Off zur Serie bekamen beide eine Rolle.
Zu dieser Zeit erkannten alle vier Mitglieder ihr musikalisches Talent.

### 2002–2003: Rebelde Way, Señales und Tiempo
Nach der Gründung von Erreway wurde die Serie Rebelde Way gedreht, mit den Mitgliedern der Band als Hauptdarsteller. Rebelde Way erzählt die Geschichte von vier Jugendlichen, die eine Band gründen. Die einzige Parallele zur Serie ist die Band selbst, denn die gespielten Charaktere unterscheiden sich von den wirklichen Persönlichkeiten der Bandmitglieder. Erreway lieferte die Musik zur Serie.
Die Band unterzeichnete einen Vertrag beim Musiklabel Sony BMG, wo sie 2002 ihr erstes Album produzierten, das Señales heißt. Es wurde weltweit eine Million Mal verkauft und erreichte die Goldene Schallplatte in Argentinien. Die Songs des Albums wurden allesamt in der ersten Staffel der Serie Rebelde Way verwendet. Die Singles Sweet Bab, Bonita de Más, Resistiré, Inmortal, Amor de Engaño und Será Porque Te Quiero. Das zweite Album Tiempo erschien ein Jahr später und verkaufte sich zwei Millionen Mal, wobei Kritiker meinen, dass Tiempo ihre bisher beste Veröffentlichung ist. Nachdem auch die Singles Tiempo, Será de Dios, Para Cosas Buenas, Que Estés, Te Soñé und Vas A Salvarte international erfolgreich wurden ging die Band auf Nuestro Tiempo-Tour, wo sie von Mitdarsteller aus der Serie Rebelde Way, speziell von Victoria Maurette und Piru Sáez begleitet wurden.
2003 endete die Serie.

### 2004–2005: Memoria, 4 Caminos und die Trennung von Luisana Lopilato
2004, nachdem die Serie beendet war, unterzeichnete die Band mehrere Verträge zur Produktion eines weiteren Albums, dass zum Spin-off der Serie, die Erreway 4 Caminos heißt, gehören soll. Dieser Film wurde am 1. Juni 2004 erstmals ausgestrahlt und erhielt meist negative Kritiken, wobei der Film ein großer Erfolg wurde. Die einzige Single des Albums, die ebenfalls Memoria heißt und eine B-Seite des Songs Que Se Siente enthält, erreichte in den argentinischen Billboard-Charts den 1. Platz.
Nach der erfolgreichen Gira 2004-Tour gab die Band bekannt erstmals eine künstlerische Pause einzulegen.
2005 gab es erstmals eine Tour der Band ohne Luisana Lopilato, die aufgrund der terminlichen Konflikte zwischen den Tour-Daten und der Produktion der Serie Casados con Hijos. Kurze Zeit später gab die Band den Rücktritt Luisana Lopilatos aus der Band bekannt. In einem Interview mit der argentinischen Version der Bravo bestätigte sie ihren Ausstieg aus der Band und stellte zudem klar, dass sie nicht mehr zur Band zurückkehren werde.

### 2006 bis heute: Momentane Situation
Nachdem Felipe Colombo und Camila Bordonaba im Sommer 2006 nach Spanien flogen, um ihre Compilation-CD Erreway en concierto zu promoten, gab die Band ein Jahr später als Trio auf dem Sunny Happy Day, einem spanischen Musikfestival, ein Konzert vor mehr als 50.000 Zuschauern. Kurz danach erschien eine weitere Best-Of-Compilation, die Erreway presenta su caja recopilatoria heißt. Eine weitere Spanien-Tour sagte die Band ab, versprach aber dass die Tour nach Veröffentlichung ihres neuen Studioalbums diese nachzuholen. Dieses soll in Spanien produziert werden. Das Album, das Vuelvo heißt und 12 Songs beinhaltet, sollte ursprünglich 2008 erscheinen, jedoch wurde der genaue Veröffentlichungstermin verschoben. Im Oktober 2009 hieß es, dass die Band sich wieder als Quartett zusammenschließen und als The International Day Of Erreway auftreten wolle, was jedoch nicht eintraf.

## Bekanntheit außerhalb Argentiniens
Nach der Gründung von Erreway wurde die Serie Rebelde Way gedreht, mit den Mitgliedern der Band als Hauptdarsteller. Rebelde Way erzählt die Geschichte von vier Jugendlichen, die eine Band gründen. Die einzige Parallele zur Serie ist die Band selbst, denn die gespielten Charaktere unterscheiden sich von den wirklichen Persönlichkeiten der Bandmitglieder. Die Serie erreichte in Israel sowie in Griechenland einen sehr hohen Bekanntheitsgrad und ist dort auch sehr erfolgreich.
Die Bekanntheit der Band rührt daher nicht nur vom Erfolg ihrer Musik, sondern auch von der Popularität der Serie her. Die Bandmitglieder arbeiteten zum Teil bereits zuvor als Schauspieler und sind weiterhin als Schauspieler, Musiker und/oder Models aktiv.
Erreway genießt zumindest Ländern einen sehr hohen Bekanntheitsgrad. Die Telenovela und die Musik war auch im nahen Osten erfolgreich. Sie absolvierten 2004 ausverkaufte Konzerte in Argentinien, Peru, Ecuador, der Dominikanischen Republik und Israel. In Griechenland ist die Serie Rebelde Way sehr erfolgreich so wie auch die Band Erreway. Insgesamt war Erreway neben Bandana die kommerziell erfolgreichste argentinische Musikgruppe der letzten Jahre.
Bordonaba und Lopilato wurden in mehreren Ländern zu den sexiesten Frauen national gewählt, darunter auch in Argentinien und Spanien, wobei der Name Lopilato häufiger fiel.

## Soloprojekte
Die Sänger der Band haben auch einzelne Soloprojekte gestartet. Benjamín Rojas, schrieb zum Beispiel 5 Songs für die argentinische Fernsehserie Alma Pirata (deutsch: Glücklicher Pirat), welche 2006 im argentinischen Fernsehen ausgestrahlt wurde. Camila Bordonaba schrieb Songs für die Internetserie Por Ti (deutsch: Für dich), wo sie selbst eine Hauptrolle übernahm. Felipe Colombo brachte den Song Donde Estas Princesa heraus, welcher in Rebelde Way abgespielt wurde. Felipe hat vor nach seiner Musikkarriere zurück nach Mexiko zu ziehen, wo er dann eine Bananenplantage kaufen will.

## Wissenswertes
Bordonaba und Rojas waren nicht nur in der Serie Rebelde Way ein Paar, sondern auch außerhalb der Fernsehwelt. Sie begannen sich zu treffen als die Serie Chiquititas produziert wurde. Ihre Beziehung endete noch während der Produktion des Roadmovies Erreway 4 Caminos.
Auch Colombo und Lopilato waren 5 Jahre zusammen. Während ihre Bandkollegen eine offene Beziehung führten, schwiegen sie über ihre. Ihre Beziehung zerbrach aufgrund einer Sextape-Affäre. Lopilato erreichte großes mediales Interesse durch ihre Beziehungen mit dem Schauspieler Mariano Martínez, Tennisspieler Juan Mónaco und Sänger Michael Bublé.
Nachdem Rebelde Way ein großer Erfolg wurde, produzierte man eine mexikanische Version (Rebelde), wo die Band, die RBD ebenfalls sehr erfolgreich ist und mehrere Chartplatzierungen in den USA, sowie mehrere Nominierungen für den Latin Grammy Award verbucht. Medien verbreiteten Gerüchte, dass es zwischen den Bands Konflikte gibt, welche beide Bands verneinen. Bordonaba erklärte in einem Interview, dass zwischen beide Bands keine Rivalitäten existieren, sondern lediglich unter den Fans beider Bands kleinere Konflikte vorkommen.
Felipe Colombo und Anahí spielten 1992 sogar gemeinsam in der Serie Ángeles sin Paraíso mit.
Bordonaba und Colombo gründeten 2010 gemeinsam mit Willy Lorenzo, einem befreundeten Schauspiel- und Musikerkollegen die Band La Miss Tijuana

## Diskografie

### Lieder
Die Band veröffentlichte mit Dos Segundos und Coulette Sexy zwei Songs, die zwar in der Serie des Öfteren vorkommen, jedoch nie auf einem Album der Band veröffentlicht wurde. Coulette Sexy wurde von Luisana Lopilato, Camila Bordonaba, Victoria Maurette und Micaela Vázquez aufgenommen. Dos Segundos wurde von Benjamín Rojas und Camila Bordonaba aufgenommen und lediglich als Single veröffentlicht. Zudem spielt die Band auf ihren Konzerten auch ein Cover des Songs We Will Rock You der Band Queen. Dieses ist auf der Compilation Erreway presenta su caja recopilatoria zu finden.

### Alben
- 2002: Señales (Sony BMG Argentina/Yair Dori International; AR: ×2Doppelplatin )
- 2004: Tiempo (Sony BMG/Yair Dori International; AR: Platin)
- 2004: Memoria (Sony BMG/Yair Dori International)
- 2006: El Disco de Rebelde Way (Warner Music Spain)
- 2006: Erreway en concierto (Warner Music Spain)
- 2007: Erreway presenta su caja recopilatoria (Warner Music Spain)
- noch unveröffentlicht: Vuelvo (Warner Music Spain)

### Singles
- 2002: Sweet Baby
- 2002: Bonita de Más
- 2002: Resistiré
- 2002: Inmortal
- 2002: Amor de Engaño
- 2002: Será Porque Te Quiero
- 2003: Tiempo
- 2003: Será de Dios
- 2003: Para Cosas Buenas
- 2003: Que Estés
- 2003: Te Soñé
- 2003: Vas A Salvarte
- 2004: Memoria (auch als B-Seite mit dem Song Que Se Siente)
- 2004: Que Se Siente

### Videoalben
- 2004: Los Mejores 11 (Sony BMG/Yair Dori International)

### Musikvideos
- 2002: Sweet Baby
- 2002: Bonita de Más
- 2002: Resistiré
- 2002: Inmortal
- 2002: Dos Segundos
- 2002: Amor de Engaño
- 2002: Será Porque Te Quiero
- 2003: Tiempo
- 2003: Será De Dios
- 2003: Para Cosas Buenas
- 2003: Que Estés
- 2003: Te Soñé
- 2003: Vas A Salvarte
- 2004: Memoria

Alle Videos wurden von Cris Morena produziert und sind auf der Youtube-Plattform einsehbar.

## Filmografie
- Erreway 4 Caminos